# Vamp (telenovela)
Vamp é uma telenovela brasileira produzida e exibida pela TV Globo de 15 de julho de 1991 a 7 de fevereiro de 1992, em 179 capítulos. Substituiu Lua Cheia de Amor e foi substituída por Perigosas Peruas, sendo a 45ª "novela das sete" exibida pela emissora.
Escrita por Antônio Calmon, com colaboração de Tiago Santiago, Vinícius Vianna e Lílian Garcia, teve direção de Jorge Fernando, Fábio Sabag e Carlos Manga Jr., com direção geral e de núcleo de Jorge Fernando.
Contou com Cláudia Ohana, Ney Latorraca, Reginaldo Faria, Joana Fomm, Fábio Assunção, Nuno Leal Maia, Patrícya Travassos, Otávio Augusto, Guilherme Leme, Vera Holtz e Marcos Frota nos papéis principais.

## Sinopse
Em Armação dos Anjos, cidade fictícia do litoral do estado do Rio de Janeiro, o capitão reformado Jonas Rocha, viúvo com seis filhos, casa-se com a historiadora Carmem Maura, também viúva e com seis filhos. Eles terão problemas inéditos, além daqueles comuns a uma família numerosa, ao entrar em contacto com os vampiros que assolam a cidade com a chegada da famosa cantora Natasha, para a gravação de um clipe.
Natasha, uma cantora de rock, vendeu sua alma ao terrível conde Vladymir Polanski, chefe dos vampiros, para brilhar na carreira. Mas ele descobre que em encarnações passadas ela era Eugênia, o seu amor, que preferiu ficar com Rocha, a outra vida do capitão Jonas. O conde passa então a perseguir Natasha e a família do capitão, inclusive usando de seus poderes para envolver Carmem Maura.
Natasha, por sua vez, quer destruir Vlad para se livrar de sua maldição. A única arma de que dispõe para isso é a Cruz de São Sebastião, que está escondida em algum lugar em Armação dos Anjos. A cruz deve ser manejada por um homem chamado Rocha. O herói é portanto o capitão Jonas.
Também está em Armação dos Anjos o bandido Jurandir, fugindo de Cachorrão, um líder de marginais que Jurandir assaltou por engano. Na cidade, ele se esconde nas vestes de um padre, fica amigo da garotada e recebe o apelido de "Padre Garotão". A batina, no entanto, não é empecilho para seu louco namoro com Marina, a protegida de Cachorrão.
A novela teve várias filmagens na cidade de Armação dos Búzios, Região dos Lagos no estado do Rio de Janeiro.[carece de fontes?]

## Elenco
| Ator/Atriz         | Personagem                                |
| ------------------ | ----------------------------------------- |
| Cláudia Ohana      | Natasha Rebelo                            |
| Cláudia Ohana      | Eugênia Queiroz                           |
| Ney Latorraca      | Conde Vladimir Polanski (Vlad)            |
| Ney Latorraca      | Otávio Freire (Otavinho)                  |
| Reginaldo Faria    | Capitão Jonas Rocha                       |
| Reginaldo Faria    | Felipe Rocha                              |
| Joana Fomm         | Carmem Maura de Araújo Góes               |
| Nuno Leal Maia     | Jurandir Figueira / Padre Garotão         |
| Patrícya Travassos | Mary Ramos Matoso                         |
| Otávio Augusto     | Osvaldo Matoso                            |
| Fábio Assunção     | Felipe Ramos Rocha (Lipe)                 |
| Guilherme Leme     | Gerald Lamas                              |
| Paulo Gracindo     | Arlindo Maranhão (Cachorrão)              |
| Evandro Mesquita   | Simão do Espírito Santo (Simão, o Coalho) |
| Bete Coelho        | Jezebel do Espírito Santo                 |
| Vera Holtz         | Mrs. Alice Penn Taylor Smith              |
| Marcos Frota       | Augusto Sérgio Frost                      |
| Daniela Camargo    | Helena de Araújo Góes (Lena)              |
| Flávio Silvino     | Matosão                                   |
| Bel Kutner         | Scarleth de Araújo Góes                   |
| Carol Machado      | Dorothy de Araújo Góes                    |
| André Gonçalves    | Carlos Matoso (Matosinho)                 |
| Luciana Vendramini | Jade Ramos Rocha                          |
| Jonas Torres       | Daniel Rocha                              |
| Marcos Breda       | Rafael / Diogo Queiroz                    |
| Cleyde Yáconis     | Virgínia Ramos                            |
| Tony Tornado       | Gilberto (Pai Gil)                        |
| Paulo José         | Ivan Sousa                                |
| Zezé Polessa       | Sílvia Sousa                              |
| Bia Seidl          | Sônia (Soninha)                           |
| Fernanda Rodrigues | Isabel Ramos Rocha (Isa)                  |
| Henrique Farias    | Fernando Ramos Rocha (Nando)              |
| Rodrigo Penna      | León de Araújo Góes                       |
| Pedro Vasconcelos  | João Ramos Rocha                          |
| Juliana Martins    | Esmeralda do Espírito Santo               |
| João Rebello       | Sigmund de Araújo Góes (Sig)              |
| Igor Lage          | Pingo                                     |
| Aída Leiner        | Branca                                    |
| Vera Zimmerman     | Marina Arantes                            |
| Oswaldo Louzada    | Padre Eusébio                             |
| Francisco Milani   | Max                                       |
| Inês Galvão        | Joana                                     |
| Frederico Mayrink  | Pedro                                     |
| Amora Mautner      | Paula Sousa                               |
| Marcelo Picchi     | Moreira                                   |
| Aleph del Moral    | Rubens de Araújo Góes (Rubinho)           |
| José Paulo Jr.     | Henrique Ramos Rocha (Tico)               |
| Marcus Alvisi      | Padre Estevão / Carcará                   |
| Norma Geraldy      | Hermengarda                               |
| Hilda Rebello      | Hermínia                                  |

### Participações especiais
| Ator/Atriz              | Personagem                        |
| ----------------------- | --------------------------------- |
| Alexandre Barillari     | Repórter / Garçon do Chez Silvie  |
| Cláudia Raia            | Celeste                           |
| Cristina Pereira        | Luísa Matoso                      |
| Eduardo Machado         | Frei Ambrósio                     |
| Ernani Moraes           | Barros                            |
| Felipe Pinheiro         | Giron                             |
| Gianfrancesco Guarnieri | Delegado Zé Clemente              |
| Giulia Gam              | Lucia T.                          |
| Jorge Cherques          | Frei Bartolomeu                   |
| Jorge Fernando          | Vicentino Pedreira                |
| Júlio Levy              | Araquem                           |
| João Bourbonnais        | Dr. Ambrósio                      |
| Luís Salém              | Apresentador do telejornal Cometa |
| Mario Lago              | Avô de Soninha                    |
| Maria Zilda             | Telma Leite                       |
| Marcelo Barros          | Guitarrista de Natasha            |
| Pedro Cardoso           | Tobias                            |
| Paulo Reis              | Namorado de Soninha               |
| Rita Lee                | Lita Ree                          |
| Yeda Dantas             | Mulher barbada                    |

## Produção
Antônio Calmon teve a ideia de criar uma novela sobre vampiros durante uma viagem a Los Angeles com o diretor Daniel Filho. Segundo o autor, a proposta foi aceita de imediato. A trama possui diversas inspirações hollywoodianas: A Noviça Rebelde e Sete Mulheres para Sete Irmãos foram a base para o arco da família Rocha. Outra inspiração de Calmon foi a comédia A Dança dos Vampiros. Além do sobrenatural, a trama de Cachorrão e sua máfia são uma paródia da franquia O Poderoso Chefão. 
O encerramento de cada capítulo foi ideia do diretor Jorge Fernando: a última cena virava uma arte em referência aos quadrinhos. O trabalho era feito pelo desenhista Roger Mello. As HQs também foram referência do figurinista Lessa de Lacerda, que usou gibis dos Vingadores para criar algumas das peças usadas por Cláudia Ohana como Natasha.
A caracterização do vampiro Vlad (Ney Latorraca) remete ao Drácula vivido por Bela Lugosi e Christopher Lee. A produção tentou barrar a improvisação do ator na interpretação de Vlad. Ele chegou a abandonar a novela, retornando apenas sob a condição de liberação do improviso em cena.
Victor Fasano foi o primeino nome considerado para Vlad. Débora Bloch e a cantora Paula Toller, vocalista do Kid Abelha, foram inicialmente consideradas para interpretar a vampira protagonista Natasha. Toller recusou o convite.
A própria Cláudia Ohana interpreta as canções de Natasha, que incluem regravações de "Sympathy for the Devil" (dos Rolling Stones) e "Don't Let the Sun Go Down on Me" (de Elton John). A cantora Rita Lee fez participação especial como Lita Ree, uma cantora de rock famosa - e vampira - assim como Natasha. Juntas, as duas interpretam a canção "Doce Vampiro".
Em uma das cenas mais lembradas da novela, Natasha canta e dança a canção "Sadeness", do Enigma, na Praça de São Marcos em Veneza. A produção não estava ciente de que as canções do Enigma tinham sido banidas na Itália, o que fez com a polícia interrompesse as gravações da sequência.
A atriz Cleyde Yáconis (Virgínia) já havia feito parte do elenco de Um Homem muito Especial e sua versão original e cancelada Drácula, uma História de Amor, produções brasileiras que antecedem Vamp em incluir vampiros e o sobrenatural nas telenovelas.

## Exibição

### Reprises
Foi reprisada na Sessão Aventura, no horário das 16h15, de 04 de janeiro a 02 de julho de 1993, em 130 capítulos, tendo sido a última novela reapresentada na faixa.
Foi reprisada na íntegra pelo Viva de 11 de abril a 15 de dezembro de 2011, substituindo Quatro por Quatro e sendo substituída por Top Model, às 15h30.

### Outras mídias
Em fevereiro de 2016 a novela foi lançada em DVD pela Globo Marcas.
Em  1 de março de 2021, foi disponibilizada na íntegra pelo Globoplay através do Projeto Resgate.

## Trilha sonora
A gravadora Som Livre lançou três trilhas sonoras da novela Vamp. Além da nacional, Vamp, e da internacional, Vamp - Internacional, ambas lançadas em 1991, foi produzida uma trilha sonora especial para o público jovem, com canções brasileiras e estrangeiras, intitulada Rádio Corsário - O Som da Galera Vamp, também lançada em 1991.

### Vamp
Vamp, comumente chamado de Vamp - Nacional, é o primeiro álbum da trilha sonora da homônima telenovela,  lançado pela Som Livre em 1991.
"Coração Vagabundo", composição de Caetano Veloso, abre a trilha de Vamp. A canção foi o tema de Carmem Maura, personagem vivida pela Joana Fomm. Elba Ramalho, uma das campeãs em trilhas de novelas, está presente em Vamp com  "Felicidade Urgente", que conta ainda participação especial de Cláudio Zoli. A canção era o tema de locação da Baia dos Anjos, cidade fictícia da trama. 
O núcleo de adolescentes de Vamp ganhou como tema a faixa "Grunir", na voz de Orlando Moraes. A canção também era tocada nas vinhetas de intervalos – "Estamos Apresentando" e "Voltamos a Apresentar". "Sob o Efeito de Um Olhar", de Guilherme Arantes,  foi o tema romântico do velho lobo do mar, Capitão Jonas, vivido por Reginaldo Faria. João Penca e Seus Miquinhos Amestrados ainda colhiam os frutos da abertura de O Sexo dos Anjos (1989-1990), em parceria com Paula Toller, com "Matinê no Rian", e emplacaram a faixa cômica "Suga Suga" na trilha sonora de Vamp. A canção casou perfeitamente com os vampiros filhos da Família Matoso – Matosão (Flávio Silvino) e Matosinho (André Gonçalves).
André Sperling, reconhecido compositor de temas instrumentais especialmente para personagens específicos de trama, foi o responsável por criar "Vlad", tema do temido e hilário Conde Vladimir Polaski, O Vlad, imortalizado em Vamp por Ney Latorraca. A cantora Vange Leonel ganhou projeção nacional logo que os primeiros versos de "Noite Preta" tocaram na abertura de Vamp. Cláudia Ohana regravou o clássico dos Rolling Stones, "Sympathy for the Devil", para o tema da Natasha, a vampira roqueira interpretada pela atriz. 
Jurandir, o Padre Garotão, que na verdade não era padre, vivido por Nuno Leal Maia em Vamp, ganhou a faixa "Tendo a Lua", dos Paralamas do Sucesso, como tema. O Galã Lipe, vivido pelo recém estreado ator Fábio Assunção, sofria pela personagem Natasha (Cláudia Ohana), ao som do tema "Lua", interpretado por Fábio Jr. Evandro Mesquita, que na trama deu vida ao personagem Simão, também ficou responsável pelo tema do seu personagem. "Chacal Blues", uma das faixas de "Almanaque Sexual dos Eletrodomésticos e dos Outros Animais", disco do cantor lançado em 1991, serviu de tema de seu personagem. 
"Segredos" foi o tema do personagem Ivan, vivido por Paulo José. A canção é interpretada pela extinta banda brasileira de rock Hay Kay, que ficou em atividade até meados de 1995. A banda ficou mais famosa por ser a primeira do cantor Vinny, antes deste sair em carreira solo e se projetar nacionalmente com o sucesso de "Heloísa, Mexe a Cadeira", de 1997. Angel era o nome artístico de Ângela Mattos, irmã da Marlene Mattos, famosa por ter sido empresária de Xuxa. Na virada da década de 80 para 90, Angel resolveu investir na carreira de cantora e um dos seus hits foi "Patinho Feio", que em Vamp foi o tema da Jade, personagem vivida por Luciana Vendramini. André Sperling  fecha o disco com mais um clássico instrumental composto especialmente para a trama, intitulado "Amor Vamp".

#### Lista de faixas
| N.º            | Título                     | Compositor(es)                                             | Artista(s)                             | Duração |  |
| 1.             | "Coração Vagabundo"        | Caetano Veloso                                             | Leila Pinheiro                         | 3:08    |  |
| 2.             | "Felicidade Urgente"       | Cláudio Zoli Ronaldo Lobato Santos                         | Elba Ramalho com part. de Cláudio Zoli | 3:36    |  |
| 3.             | "Grunir"                   | Orlando Morais Toni Costa                                  | Orlando Morais                         | 3:30    |  |
| 4.             | "Sob o Efeito de Um Olhar" | Guilherme Arantes                                          | Guilherme Arantes                      | 4:42    |  |
| 5.             | "Suga Suga"                | Van Santos Marcelo Elo Big Abreu Bob Gallo Avellar Love    | João Penca E Seus Miquinhos Amestrados | 3:39    |  |
| 6.             | "Vlad" (instrumental)      | André Sperling                                             | André Sperling                         | 3:50    |  |
| 7.             | "Noite Preta"              | Vange Leonel Cilmara Bedaque                               | Vange Leonel                           | 4:10    |  |
| 8.             | "Sympathy for the Devil"   | Mick Jagger Keith Richards                                 | Cláudia Ohana                          | 4:49    |  |
| 9.             | "Tendo a Lua"              | Herbert Vianna Tetê Tillet                                 | Os Paralamas do Sucesso                | 3:30    |  |
| 10.            | "Lua"                      | Fábio Jr Lula Barbosa                                      | Fábio Jr                               | 3:19    |  |
| 11.            | "Chacal Blues"             | Evandro Mesquita Chacal Lui Rocher Wagner Ribeiro de Souza | Evandro Mesquita                       | 4:39    |  |
| 12.            | "Segredos"                 | Vinny Bonotto Hay Kay                                      | Hay Kay                                | 3:43    |  |
| 13.            | "Patinho Feio"             | Michael Sullivan Paulo Massadas                            | Angel                                  | 4:08    |  |
| 14.            | "Amor Vamp" (instrumental) | Sperling                                                   | André Sperling                         | 3:15    |  |
| Duração total: | Duração total:             | Duração total:                                             | Duração total:                         | 47:14   |  |

### Internacional
- Capa: Luciana Vendramini

1. "I Remember You", Skid Row (tema de Natasha)
2. "Love Hurts", Cher (tema de Lipe e Lena)
3. "Let The Beat Hit'em", Lisa Lisa & Cult Jam
4. "One Inch of Heaven", The Silencers (tema de Jurandir)
5. "The Lady is Vamp", Black and White feat. J.J. Jackson (tema de Mary Matoso)
6. "Again", Marc Clayton (tema de Ivan e Sílvia)
7. "What a Wonderful World", Louis Armstrong (tema de Jonas e Carmen Maura)
8. "Boy (Why You Wanna Make Me Blue)", Deborah Blando (tema de Jade)
9. "Wicked Game", Chris Isaak (tema de Gerald e Scarlet)
10. "Another Night", Tony Garcia (tema de locação: Baía dos Anjos)
11. "Will of The Wind", Kenny Loggins (tema de Pedro e Paula)
12. "It Ain't Over ‘Til It's Over, Lenny Kravitz (tema de João e Esmeralda)
13. "If You Hurt Me Now", Daniel Estephan (tema romântico geral)
14. "Tenderness", Robert Thames

### Complementar: Rádio Corsário - O Som da Galera Vamp
1. "Fun Fun Fun", The Beach Boys
2. "Não Vou Ficar", Kid Abelha e os Abóboras Selvagens
3. "The Diary", Neil Sedaka
4. "Encoleirado", Supla (com a participação de Roger Moreira)
5. "Surfer Girl", The Beach Boys
6. "O Inferno é Fogo", Lobão (com a participação de Nelson Gonçalves)
7. "Doidão", Magrellos
8. "Quero Que Vá Tudo Pro Inferno", Cláudia Ohana
9. "Breaking Up Is Hard To Do", Neil Sedaka
10. "Sacana", Brigitte
11. "Diana", Paul Anka
12. "Já Não Sei", Vera Nigri
13. "Day-O (The Banana Boat Song), Harry Belafonte
14. "Daqui pra Frente", TNT
15. "Delírio", André Sperling

## Prêmios
Troféu APCA (1991):
- Melhor Novela
- Melhor Ator - Otávio Augusto
- Revelação Masculina - Flávio Silvino

## Legado

### Musical
Em 2017, a novela foi adaptada para os palcos pela Aventura Entretenimento contendo os mesmos protagonistas da novela no palco: Ney Latorraca e Cláudia Ohana. O musical estreou em 17 de março de 2017, no Teatro Riachuelo Rio. O musical ganhou uma nova personagem: Madrácula, a mãe de Vlad. Também foram adicionados um novo final e novas músicas.